# 曼德罗沃农村居民点
曼德罗沃农村居民点（俄语：Мандровское сельское поселение）是俄罗斯联邦别尔哥罗德州瓦卢伊基区所属的一个农村居民点。其下辖有4个居民点，行政中心为曼德罗沃。据2016年统计，该农村居民点的人口为1036人。